# 大里車站追撞事故
大里車站追撞事故，為2007年6月15日發生於臺灣鐵路管理局宜蘭線大里車站內的鐵路事故，多簡稱大里事故。最後賠償新台幣1200多萬元，是可歸責台鐵的重大傷亡事故。

## 事故概要
一列EMU500型電聯車執行自樹林開往蘇澳的南下2719次區間車（編組：〔←往宜蘭方向〕EMC508＋EP508＋ET508＋EM508〔往台北方向→〕），行駛於西正線（南下通常行駛於東正線為多），待避正行駛於東正線、應該已經誤點的、由樹林開往知本的南下1079次自強號。2719次於大里站停車時，由於路線前方有北上試運轉列車，在站內等待1079次通過後換至東正線離站。
兩輛E400型電力機車和E300型電力機車執行自頭城開往七堵的北上3902次試運轉列車（編組：〔←往台北方向〕E403＋E308〔往宜蘭方向→〕，本務機：E403；台鐵資料曾誤植為E403＋E408），於龜山─大里間疑似因天候關係視線不良或判斷失誤，未完全依照鐵路號誌機指示行車，在注意到大里站南邊進站號誌機顯示險阻號誌時減速不及，過走至橫渡線處邊撞正要換線離站的2719次，造成該組車第二節車廂（EP508）的側面嚴重受創、第三節車廂（ET508）的側面從端部到第三車門也被撞毀，也造成E403輕微受損，車上2名乘客當場死亡、2名乘客到院前死亡、另有1名乘客到院後搶救無效，總共造成5死15傷。
- 10點20分：2719次列車預定於福隆車站待避1079次列車之後的開車時刻。
- 10點28分：2719次列車於大里車站待避1079次列車後開車。
- 10點32分：事故發生，兩輛列車相撞。

## 事故原因與相關處理
本事故肇因於電力機車司機員，因為自動列車防護系統誤動作對行車造成困擾，所以擅自將之關閉、時速90公里運轉，在視線不良或誤判號誌的狀況下而「冒進」，導致煞車距離不足。
本事故中的電力機車通過第一道號誌（第一閉塞號誌）時，由於閉塞號誌亮起黃色的「注意」信號，列車應在通過號誌前減速到時速60公里以下。但是司機員並未察覺潛在的危險，可能認為只是前車尚未駛離區間，繼續以時速90公里前進，由於不需要與車站呼喚應答，也無法從無線通訊取得前方路線的狀況。
行駛了1.376公里後，連續通過2座相距314公尺的第二道（上行進站預告號誌跟自動列車停止裝置，二者設在一起）及第三道號誌（進站號誌）時，司機員才發現站界其實是亮起紅燈的停止信號，立刻緊急煞車，但仍因速度過快而過走。此時電力機車距離撞擊點至多為489公尺。最後在煞車距離不夠的狀況下，電力機車以時速49公里的速度，邊撞由大里離站的EMU500型電聯車。

### 醫療體系問題
送往羅東鎮的傷患全數送入羅東博愛醫院，而另一間被通知準備接收傷患的羅東聖母醫院卻沒有收到傷者。

### 連續2日運轉混亂
事發當日，由於大里站運轉中斷，原訂行駛宜蘭、北迴線的列車多數停駛，改以區間車及巴士(公路接駁)機動接駁，而中、南部開來的跨線列車大多行駛至七堵站為止，但車站資訊混亂不同步的現象持續發生：部分車站公告跨線列車全部會開往福隆、石城，部分車站公告七堵站會加開往福隆列車，部分車站請旅客改乘其他運具；由樹林站加開的往福隆列車，由於使用了平常未使用的車次，部分車站誤認為是工程列車或迴送列車。
次日，雖然將鐵路搶通，但車廂運用已經混亂，例如：尖峰時刻，自強號使用太魯閣列車（8節）行駛；緊接著的半直達列車（彈性編組，該班次通常為9～12節）使用6節車廂，不足部分使用推拉式列車（13節）補足，但人潮早已搭乘太魯閣列車離去，形同空車。

## 事後

### ATP系統檢討
臺鐵部份基層人員認為，在本事故發生以前就經常故障或誤動作的自動列車防護系統（ATP）可能是事故原因之一；但臺鐵及中華民國交通部持反對意見，表示雖然ATP仍待改善，但本事故與ATP無關。一般認為經常故障的ATP已經給臺鐵及基層人員許多困擾，交通部也要求臺鐵暫停支付ATP的尾款。
事故發生後，台鐵開始嚴禁司機員關閉ATP，並花費1700萬在2010年3月為所有列車加裝遠端監視系統，由行車控制中心掌握ATP系統是否關閉。

### 鐵路節活動取消
由於事故影響，原訂6月24日於宜蘭地區的臺灣鐵路120年「馳騁寶島二甲子、臺鐵真情陪伴您」部分活動取消。包括：羅東、宜蘭、福隆及瑞芳各站的台鐵CK124號蒸氣機車靜態展示等。

### 相關人員法律責任
司機員黃林忠良經宜蘭地檢署偵結，認為過失情節重大，依《中華民國刑法》業務過失致人於死罪提起公訴。一審判決，黃林忠良有期徒刑2年、緩刑5年。而二審改判黃林忠良有期徒刑1年8個月，但無緩刑。三審最高法院上訴駁回，全案定讞。2010年7月19日入監服刑，2011年7月22日，服刑一年多法務部核准假釋出獄。

### 事故車報廢
由於台鐵EMU508電聯車的EP、ET車右側車殼遭到撞擊而嚴重受損（EP車整面車殼被掀開，ET車後端到第三車門的車殼被掀開），EMC車也受到波及而輕微受損，被停置於七堵車站第四月台。同年8月16日，被迴送至七堵調車場放置（見圖1）。在台鐵認為EP、ET車已超出經濟維修價值的情況下，決定將該車組報廢，並拆卸剩餘可用零件供同型車維修用，成為台鐵自引進通勤電聯車後第一組因事故遭到報廢的車輛。

### EMU500型配屬機務段調整
事故報廢的EMU508電聯車原配屬在臺北機務段，而使臺北機務段的車輛調度更加吃緊，所以台鐵把原本配屬在新竹機務段的EMU539、EMU540調至臺北機務段來因應。而原先配屬新竹機務段的EMU560、EMU561也在之後改配屬嘉義機務段，使得新竹機務段配屬的EMU500型電聯車僅剩EMU541～EMU559。
備註:現今原新竹機務段配屬的EMU500電聯車已全數移往臺北、彰化、嘉義及花蓮機務段。也就是說，新竹機務段已無任何配車。

## 註解
1. ↑  第一道、第二道與第三道號誌分別距離撞擊地點2048公尺、489公尺與175公尺。
2. ↑  . 蘋果日報. 2018-10-24  [2018-10-24]. （原始内容存档于2018-10-24）.
3. ↑  宜蘭地區鐵路節慶祝活動，因故取消 （页面存档备份，存于），臺灣鐵路管理局
4. ↑  大里火車相撞 司機改判未緩刑，聯合新聞網
5. ↑  . 司法院法學資料檢索系統.   [2022-03-26]. （原始内容存档于2022-03-26）.
6. ↑  . 司法院法學資料檢索系統.   [2022-03-26]. （原始内容存档于2022-03-26）.

## 外部連結
- 臺鐵局6月15日大里站事故說明96年6月16日1時發
- 交通新聞稿 - 臺鐵局6月15日大里站事故說明[]
- 火車對撞 5死17傷 車廂削一半 「如炸彈爆炸」 （页面存档备份，存于）（臺灣蘋果日報）
- 火車頭衝紅燈 攔腰撼列車 台鐵相撞21死傷 （页面存档备份，存于）（香港蘋果日報）
- 台鐵大里事故 一連串的錯誤 （页面存档备份，存于）（中廣新聞）
- 火車對撞／〈快訊〉看錯號誌火車擦撞　釀4死17傷 （页面存档备份，存于）（TVBS）
- 自由電子報 - 火車相撞 5死17傷 （页面存档备份，存于）
- j_rail關於96年6月15日大里事故的報導－－中國時報篇 - 樂多日誌
- 台灣鐵道迷專區  TaiwanBBS.org - 台鐵機車頭違規撞電車 等新聞[永久]